# Iryna Ciłyk
Iryna Andrijiwna Ciłyk (ukr. Ірина Андріївна Цілик; ur. 18 listopada 1982 w Kijowie) – ukraińska pisarka i reżyserka.

## Życiorys
Studiowała na Kijowskim Narodowym Uniwersytecie Teatru, Kina i Telewizji im. Iwana Karpenki-Karego. Po ukończeniu studiów pracowała jako asystentka reżysera, a potem sama reżyserowała reklamy i filmy krótkometrażowe. Była uczestniczką kijowskiego Euromajdanu. 
Współtworzyła Niewidzialny batalion - dokumentalną antologię filmową o żołnierzach walczących na froncie w Donbasie.  
Niektóre jej książki zostały przetłumaczone na angielski, niemiecki, polski, litewski, czeski, szwedzki i kataloński. Jej wiersze na język polski tłumaczyła Aneta Kamińska i opublikowała je w antologii Wschód – Zachód. W 2020 roku prezydent Ukrainy Wołodymyr Zełenski przyznał jej tytuł Zasłużony Artysta Ukrainy, ale odmówiła jego przyjęcia.
Jest członkinią ukraińskiego PEN Clubu. 
Żona pisarza Artema Czecha.

## Nagrody i odznaczenia
- W 2019[7] i 2020 była finalistką Nagrody literackiej im. Josepha Conrada-Korzeniowskiego[8].
- 2020: Debiutancki film Ziemia niebieska jak pomarańcza na Sundance Film Festival otrzymał nagrodę za reżyserię w kategorii Konkurs Filmów Dokumentalnych Kina Światowego[9]
- 2020: Millenium Docs Against Gravity za film Ziemia niebieska jak pomarańcza[10]
- 2023 Nagroda im. Tarasa Szewczenki za film Ziemia niebieska jak pomarańcza

## Twórczość

### Filmy
- 2020: Zemlia blakytna niby apel'syn (Ziemia jest niebieska jak pomarańcza) (74')[11]
- 2017: Niewidzialny batalion (wspólnie ze Switłaną Liszczyńską, Aliną Gorlową)[12]
- 2022: Rock. Paper. Grenade - pierwsza pełnometrażowa fabuła na motywach powieści Artema Czecha

### Poezja[3]
- Cienki lód (2025)
- Głębia ostrości i inne wiersze - wydanie polskie (2023), przekład: Bohdan Zadura, wydawnictwo: Towarzystwo Galeria Literacka
- Hłybyna rizkosti (2016)
- Ci (2007)

Jej poezje stanowią część polskiej antologii Bohdana Zadury 100 wierszy wolnych z Ukrainy (Biuro Literackie, Kołobrzeg 2022, ISBN 978-83-67249-06-5). A także: Głębia ostrości i inne wiersze (2023) oraz Wojna 2022. Eseje, wiersze, dzienniki (2023).

### Proza[3]
- Czerwoni na czornomu słidy (2015) - wydanie polskie: Czerwone ślady na czarnym (2024), przekład: Katarzyna Fiszer, Wydawnictwo KEW ISBN 978-83-7893-329-8
- Rodymky (2013)
- Pislawczora (2008)
- MISTORIJA odnijeji drużby (2016)
- Take cikawe żyttia (2015)